# Joan Erikson
Pour les articles homonymes, voir Erikson.
Joan Mowat Erikson, née Sarah Lucretia Serson le 27 juin 1903 à Brockville, et morte le 3 août 1997 à Brewster, est une psychologue et essayiste canadienne. Elle est connue pour avoir coopéré aux recherches et aux publications d'Erik Erikson, son époux.

## Biographie
Elle fait ses études au Barnard College,.
Elle est l'auteur de plusieurs livres dont The Universal Bead, Activity, Recovery, and Growth, et Wisdom and the Senses.
Elle participe à l'élaboration de la Théorie du développement psychosocial,,.

### Vie privée
Elle fait la connaissance d'Erik Erikson à un bal masqué à Vienne, en 1928. Ils se marient et ont trois enfants.